# Gran Premio di San Marino 1989
Il Gran Premio di San Marino 1989 fu la seconda gara della stagione 1989, disputata il 23 aprile sul Circuito di Imola. La manifestazione venne vinta dal pilota dalla McLaren Ayrton Senna, seguito dal compagno di squadra Alain Prost e dall'italiano Alessandro Nannini su Benetton - Ford Cosworth.
Al terzo giro Gerhard Berger fu vittima di un drammatico incidente alla curva Tamburello. A causa di un cedimento meccanico la sua Ferrari finì a muro a 290 km/h e prese fuoco. L'intervento tempestivo dei "Leoni" della CEA (gli addetti alla sicurezza antincendio di Imola) salvò il pilota, che se la cavò sorprendentemente con lievi danni ritornando in pista nel Gran Premio del Messico un mese dopo.
La gara venne sospesa e ripartì in seguito con il completamento dei 55 giri mancanti.

## Prima della gara
- Dopo che Philippe Streiff aveva subito un gravissimo incidente in dei test pre-gara prima del Gran Premio del Brasile, la AGS ingaggiò come secondo pilota l'italiano Gabriele Tarquini.

## Pre-Qualifiche

### Risultati
| Pos.                    | No | Pilota                | Costruttore                             | Tempo    | Distacco |
| ----------------------- | -- | --------------------- | --------------------------------------- | -------- | -------- |
| 1                       | 8  | Stefano Modena        | Brabham - Judd                          | 1:27.350 |          |
| 2                       | 7  | Martin Brundle        | Brabham - Judd                          | 1:28.197 | +0.747   |
| 3                       | 21 | Alex Caffi            | Dallara Scuderia Italia - Ford Cosworth | 1:29.346 | +1.996   |
| 4                       | 17 | Nicola Larini         | Osella - Ford Cosworth                  | 1:29.787 | +2.437   |
| Vetture non qualificate |    |                       |                                         |          |          |
| NPQ                     | 37 | Bertrand Gachot       | Onyx - Ford Cosworth                    | 1:30.384 | +3.034   |
| NPQ                     | 33 | Gregor Foitek         | EuroBrun - Judd                         | 1.30.620 | +3.270   |
| NPQ                     | 18 | Piercarlo Ghinzani    | Osella - Ford Cosworth                  | 1:30.631 | +3.281   |
| NPQ                     | 36 | Stefan Johansson      | Onyx - Ford Cosworth                    | 1:30.647 | +3.297   |
| NPQ                     | 41 | Joachim Winkelhock    | AGS - Ford Cosworth                     | 1:32.071 | +4.721   |
| NPQ                     | 32 | Pierre-Henri Raphanel | Coloni - Ford Cosworth                  | 1:32.267 | +4.917   |
| NPQ                     | 35 | Aguri Suzuki          | Zakspeed - Yamaha                       | 1:32.287 | +4.937   |
| NPQ                     | 34 | Bernd Schneider       | Zakspeed - Yamaha                       | 1:32.855 | +5.485   |
| NPQ                     | 39 | Volker Weidler        | Rial - Ford Cosworth                    | 1:36.480 | +9.130   |

## Qualifiche

### Risultati
| Pos.                    | N. | Pilota             | Costruttore                             | Q1       | Q2       | Distacco |
| ----------------------- | -- | ------------------ | --------------------------------------- | -------- | -------- | -------- |
| 1                       | 1  | Ayrton Senna       | McLaren - Honda                         | 1:42.939 | 1:26.010 |          |
| 2                       | 2  | Alain Prost        | McLaren - Honda                         | 1:44.538 | 1:26.235 | +0.225   |
| 3                       | 27 | Nigel Mansell      | Ferrari                                 | 1:49.665 | 1:27.652 | +1.642   |
| 4                       | 6  | Riccardo Patrese   | Williams - Renault                      | 1:47.486 | 1:27.920 | +1.910   |
| 5                       | 28 | Gerhard Berger     | Ferrari                                 | 1:42.781 | 1:28.089 | +2.079   |
| 6                       | 5  | Thierry Boutsen    | Williams - Renault                      | 1:49.451 | 1:28.308 | +2.298   |
| 7                       | 19 | Alessandro Nannini | Benetton - Ford Cosworth                | 1:45.536 | 1:28.854 | +2.844   |
| 8                       | 11 | Nelson Piquet      | Lotus - Judd                            | 1:48.124 | 1:29.057 | +3.047   |
| 9                       | 21 | Alex Caffi         | Dallara Scuderia Italia - Ford Cosworth | 1:48.868 | 1:29.069 | +3.059   |
| 10                      | 26 | Olivier Grouillard | Ligier - Ford Cosworth                  | 1:47.371 | 1:29.104 | +3.094   |
| 11                      | 23 | Pierluigi Martini  | Minardi - Ford Cosworth                 | 1:47.321 | 1:29.152 | +3.142   |
| 12                      | 9  | Derek Warwick      | Arrows - Ford Cosworth                  | 1:47.859 | 1:29.281 | +3.271   |
| 13                      | 16 | Ivan Capelli       | March - Judd                            | 1:48.178 | 1:29.385 | +3.375   |
| 14                      | 17 | Nicola Larini      | Osella - Ford Cosworth                  | 1:47.577 | 1:29.488 | +3.478   |
| 15                      | 24 | Luis Pérez-Sala    | Minardi - Ford Cosworth                 | 1:46.800 | 1:29.503 | +3.493   |
| 16                      | 22 | Andrea De Cesaris  | Dallara Scuderia Italia - Ford Cosworth | 1:53.681 | 1:29.669 | +3.659   |
| 17                      | 8  | Stefano Modena     | Brabham - Judd                          | 1:48.415 | 1:29.761 | +3.751   |
| 18                      | 40 | Gabriele Tarquini  | AGS - Ford Cosworth                     | 1:48.795 | 1:29.913 | +3.903   |
| 19                      | 15 | Maurício Gugelmin  | March - Judd                            | 1:52.119 | 1:30.163 | +4.153   |
| 20                      | 30 | Philippe Alliot    | Lola Larrousse - Lamborghini            | 2:00.293 | 1:30.168 | +4.158   |
| 21                      | 10 | Eddie Cheever      | Arrows - Ford Cosworth                  | 1:45.375 | 1:30.233 | +4.223   |
| 22                      | 7  | Martin Brundle     | Brabham - Judd                          | 1:46.279 | 1:30.271 | +4.261   |
| 23                      | 20 | Johnny Herbert     | Benetton - Ford Cosworth                | 2:05.126 | 1:30.347 | +4.337   |
| 24                      | 12 | Satoru Nakajima    | Lotus - Judd                            | 1:46.483 | 1:30.697 | +4.687   |
| 25                      | 3  | Jonathan Palmer    | Tyrrell - Ford Cosworth                 | 1:51.229 | 1:30.928 | +4.918   |
| 26                      | 29 | Yannick Dalmas     | Lola Larrousse - Lamborghini            | 1:58.083 | 1:31.137 | +5.127   |
| Vetture non qualificate |    |                    |                                         |          |          |          |
| NQ                      | 4  | Michele Alboreto   | Tyrrell - Ford Cosworth                 | 1:51.329 | 1:31.206 | +5.196   |
| NQ                      | 25 | René Arnoux        | Ligier - Ford Cosworth                  | 1:48.091 | 1:31.268 | +5.258   |
| NQ                      | 38 | Christian Danner   | Rial - Ford Cosworth                    | 1:47.967 | 1:31.342 | +5.332   |
| NQ                      | 31 | Roberto Moreno     | Coloni - Ford Cosworth                  | 1:50.947 | 1:31.775 | +5.765   |

## Gara

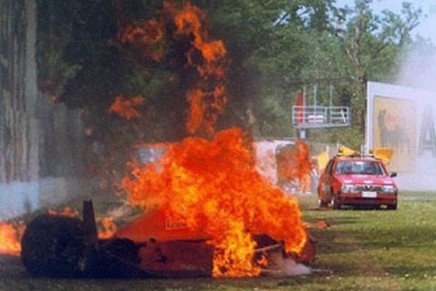
Il terribile incidente alla curva del Tamburello, con le fiamme che divorano la Ferrari di Gerhard Berger. Sul fondo, l'auto del servizio antincendio CEA che si precipita in soccorso del pilota austriaco.

Al via Senna mantenne la testa della corsa, davanti a Prost, Mansell, Patrese e Berger; nel corso del quarto giro quest'ultimo andò a sbattere violentemente contro le barriere di protezione della curva del Tamburello a più di 300 km/h, a causa di un cedimento dell'alettone anteriore della sua Ferrari. La vettura dell'austriaco si disintegrò e prese fuoco poiché un radiatore bucò la scocca nella zona dei serbatoi della benzina; per il pilota non ci sarebbe stato scampo se non solo grazie al tempestivo intervento degli uomini del servizio antincendio del circuito di Imola, che spensero il fuoco in meno di venti secondi. Domate le fiamme, Berger fu estratto in tempo e se la cavò con una costola rotta e qualche ustione alle mani; tornerà in pista in occasione del Gran Premio del Messico a fine maggio.

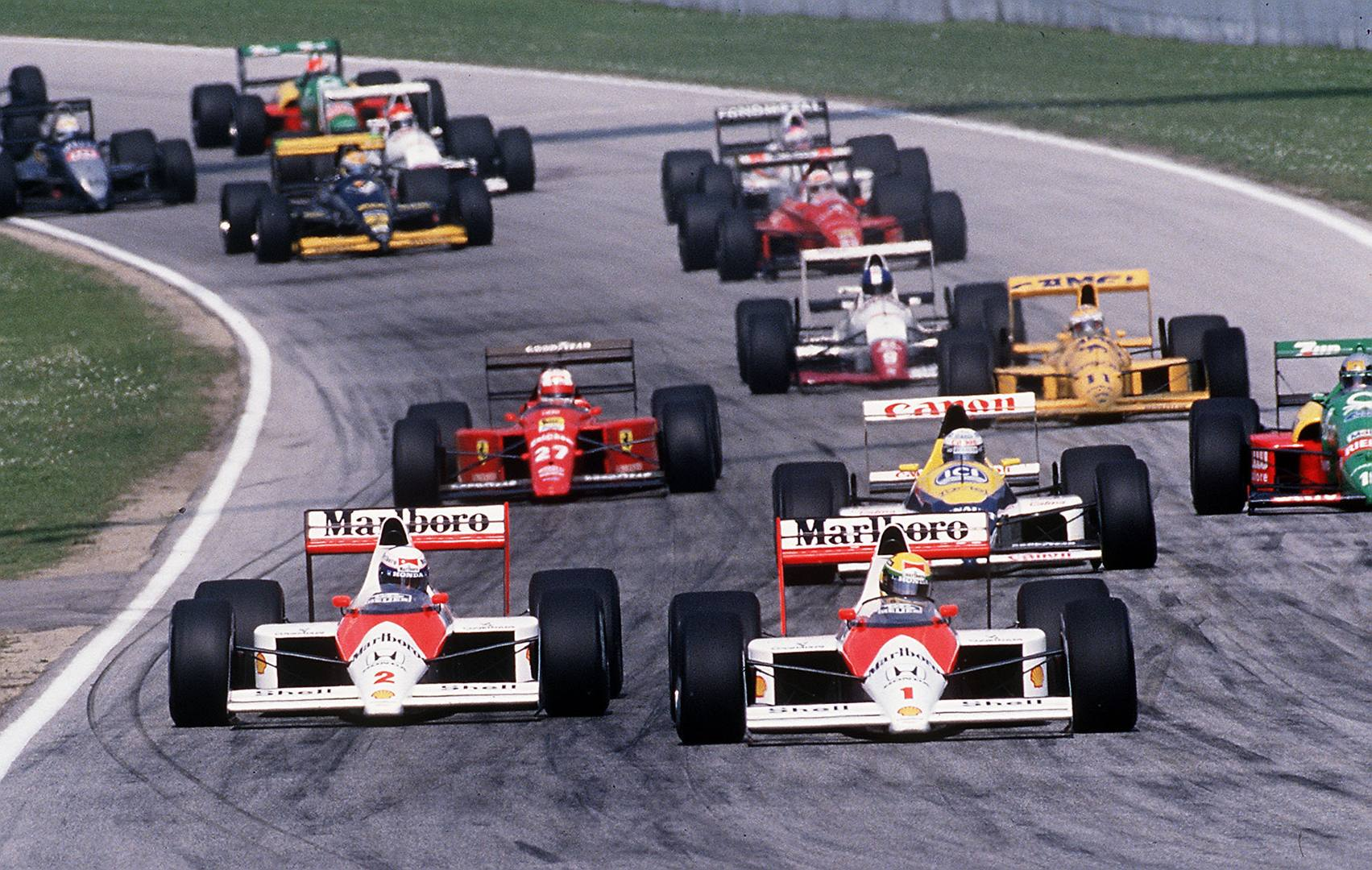
Senna supera Prost alla ripartenza della gara, disattendendo a quanto convenuto in precedenza dai due.

La gara fu sospesa per circa un'ora e si decise di organizzare una nuova procedura di partenza, disputando poi altri 55 giri oltre ai 3 già percorsi e stilando la classifica finale in base ai risultati complessivi. Al secondo via, Prost scattò meglio del compagno di squadra, ma questi lo sopravanzò alla Tosa prendendo il comando; tale sorpasso venne denunciato da Prost, in quanto i due avevano dapprima stabilito di non superarsi tra loro nelle prime fasi della corsa, tanto che il francese criticò aspramente e personalmente Senna per la manovra. Ciò rappresentò il primo atto di una feroce rivalità sportiva che sarebbe durata fino alla stagione 1993.
Il campione brasiliano condusse senza problemi fino al traguardo, precedendo di circa 40 secondi il suo compagno di squadra; Nannini approfittò dei ritiri di Mansell e Patrese per conquistare il terzo gradino del podio, mentre i piazzamenti a punti andarono a Boutsen, Warwick e Palmer. La vittoria di Senna fu la prima nella storia del mondiale ottenuta da un motore a 10 cilindri.

### Classifica
| Pos  | N. | Pilota                | Costruttore                             | Giri | Tempo/Causa ritiro                      | Pos Partenza | Punti |
| ---- | -- | --------------------- | --------------------------------------- | ---- | --------------------------------------- | ------------ | ----- |
| 1    | 1  | Ayrton Senna          | McLaren - Honda                         | 58   | 1:26:51.245                             | 1            | 9     |
| 2    | 2  | Alain Prost           | McLaren - Honda                         | 58   | + 40.225                                | 2            | 6     |
| 3    | 19 | Alessandro Nannini    | Benetton - Ford Cosworth                | 57   | + 1 Giro                                | 7            | 4     |
| 4    | 5  | Thierry Boutsen       | Williams - Renault                      | 57   | + 1 Giro                                | 6            | 3     |
| 5    | 9  | Derek Warwick         | Arrows - Ford Cosworth                  | 57   | + 1 Giro                                | 12           | 2     |
| 6    | 3  | Jonathan Palmer       | Tyrrell - Ford Cosworth                 | 57   | + 1 Giro                                | 25           | 1     |
| 7    | 21 | Alex Caffi            | Dallara Scuderia Italia - Ford Cosworth | 57   | + 1 Giro                                | 9            |       |
| 8    | 40 | Gabriele Tarquini     | AGS - Ford Cosworth                     | 57   | + 1 Giro                                | 18           |       |
| 9    | 10 | Eddie Cheever         | Arrows - Ford Cosworth                  | 56   | + 2 Giri                                | 21           |       |
| 10   | 22 | Andrea De Cesaris     | Dallara Scuderia Italia - Ford Cosworth | 56   | + 2 Giri                                | 16           |       |
| 11   | 20 | Johnny Herbert        | Benetton - Ford Cosworth                | 56   | + 2 Giri                                | 23           |       |
| 12   | 17 | Nicola Larini         | Osella - Ford Cosworth                  | 52   | Incidente                               | 14           |       |
| Rit  | 7  | Martin Brundle        | Brabham - Judd                          | 51   | Problemi all'alimentazione combustibile | 22           |       |
| NC   | 12 | Satoru Nakajima       | Lotus - Judd                            | 46   | Non classificato                        | 24           |       |
| Rit  | 24 | Luis Pérez-Sala       | Minardi - Ford Cosworth                 | 43   | Testacoda                               | 15           |       |
| Rit  | 15 | Maurício Gugelmin     | March - Judd                            | 39   | Problemi alla trasmissione              | 19           |       |
| Rit  | 11 | Nelson Piquet         | Lotus - Judd                            | 29   | Motore                                  | 8            |       |
| Rit  | 27 | Nigel Mansell         | Ferrari                                 | 23   | Problemi al cambio                      | 3            |       |
| Rit  | 6  | Riccardo Patrese      | Williams - Renault                      | 21   | Motore                                  | 4            |       |
| Rit  | 8  | Stefano Modena        | Brabham - Judd                          | 19   | Incidente                               | 17           |       |
| Rit  | 23 | Pierluigi Martini     | Minardi - Ford Cosworth                 | 6    | Problemi al cambio                      | 11           |       |
| SQ   | 26 | Olivier Grouillard    | Ligier - Ford Cosworth                  | 4    | Squalificato                            | 10           |       |
| Rit  | 28 | Gerhard Berger        | Ferrari                                 | 3    | Incidente                               | 5            |       |
| Rit  | 16 | Ivan Capelli          | March - Judd                            | 1    | Testacoda                               | 13           |       |
| Rit  | 30 | Philippe Alliot       | Lola Larrousse - Lamborghini            | 0    | Problema all'impianto elettrico         | 20           |       |
| Rit  | 29 | Yannick Dalmas        | Lola Larrousse - Lamborghini            | 0    | Problema all'impianto elettrico         | 26           |       |
| DNQ  | 4  | Michele Alboreto      | Tyrrell - Ford Cosworth                 |      |                                         |              |       |
| DNQ  | 25 | René Arnoux           | Ligier - Ford Cosworth                  |      |                                         |              |       |
| DNQ  | 38 | Christian Danner      | Rial - Ford Cosworth                    |      |                                         |              |       |
| DNQ  | 31 | Roberto Moreno        | Coloni - Ford Cosworth                  |      |                                         |              |       |
| DNPQ | 37 | Bertrand Gachot       | Onyx - Ford Cosworth                    |      |                                         |              |       |
| DNPQ | 33 | Gregor Foitek         | EuroBrun - Judd                         |      |                                         |              |       |
| DNPQ | 18 | Piercarlo Ghinzani    | Osella - Ford Cosworth                  |      |                                         |              |       |
| DNPQ | 36 | Stefan Johansson      | Onyx - Ford Cosworth                    |      |                                         |              |       |
| DNPQ | 41 | Joachim Winkelhock    | AGS - Ford Cosworth                     |      |                                         |              |       |
| DNPQ | 32 | Pierre-Henri Raphanel | Coloni - Ford Cosworth                  |      |                                         |              |       |
| DNPQ | 35 | Aguri Suzuki          | Zakspeed - Yamaha                       |      |                                         |              |       |
| DNPQ | 34 | Bernd Schneider       | Zakspeed - Yamaha                       |      |                                         |              |       |
| DNPQ | 39 | Volker Weidler        | Rial - Ford Cosworth                    |      |                                         |              |       |

## Classifiche

### Piloti
| Pos. | Pilota             | Punti |
| ---- | ------------------ | ----- |
| 1    | Alain Prost        | 12    |
| 2    | Ayrton Senna       | 9     |
| 3    | Nigel Mansell      | 9     |
| 4    | Alessandro Nannini | 5     |
| 5    | Maurício Gugelmin  | 4     |
| 6    | Derek Warwick      | 4     |
| 7    | Thierry Boutsen    | 3     |
| 8    | Johnny Herbert     | 3     |
| 9    | Jonathan Palmer    | 1     |

### Costruttori
| Pos. | Team                     | Punti |
| ---- | ------------------------ | ----- |
| 1    | McLaren - Honda          | 21    |
| 2    | Ferrari                  | 9     |
| 3    | Benetton - Ford Cosworth | 8     |
| 4    | Arrows - Ford Cosworth   | 4     |
| 5    | March - Judd             | 4     |
| 6    | Williams - Renault       | 3     |
| 7    | Tyrrell - Ford Cosworth  | 1     |